# Miles Taylor (Politiker, 1805)

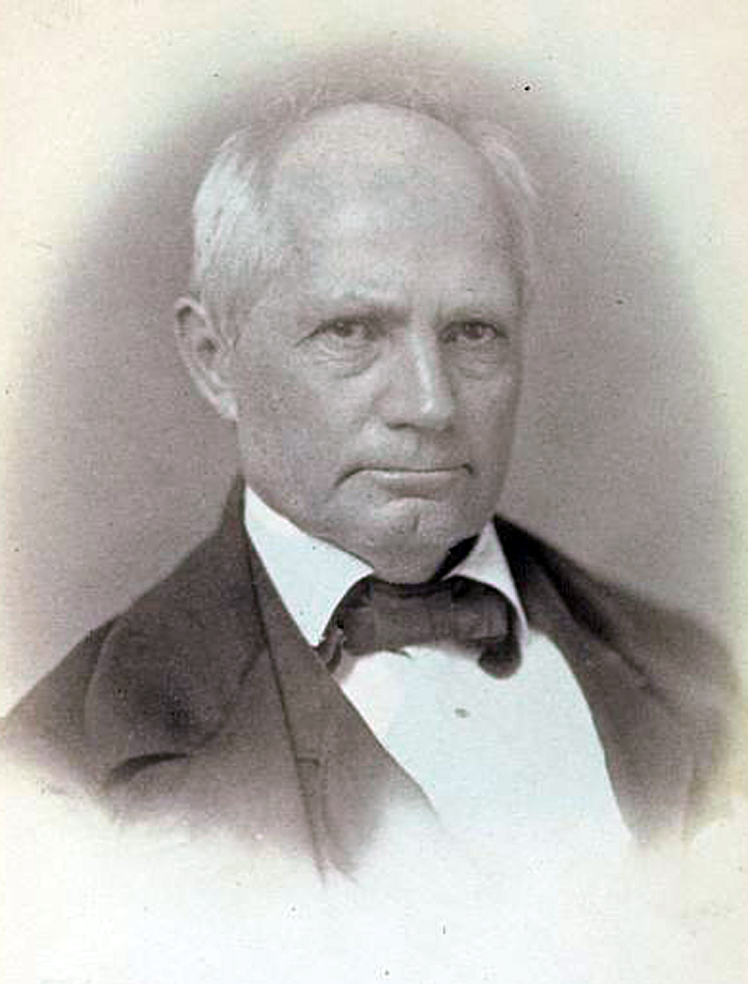
Miles Taylor (1859)

Miles Taylor (* 16. Juli 1805 in Saratoga Springs, Saratoga County, New York; † 23. September 1873 ebenda) war ein US-amerikanischer Politiker. Zwischen 1855 und 1861 vertrat er den Bundesstaat Louisiana im US-Repräsentantenhaus.

## Werdegang
Nach der Grundschule zog Miles Taylor nach Bayou Lafourche in Louisiana. Dort studierte er zunächst Medizin. Er hat aber später nicht als Arzt praktiziert. Nach einem anschließenden Jurastudium und seiner Zulassung als Rechtsanwalt begann er in Donaldsonville im Ascension Parish in seinem neuen Beruf zu arbeiten. Um das Jahr 1847 zog er nach New Orleans, wo er einige lokale Ämter bekleidete. Im Jahr 1849 gehörte er einer Kommission zur Überarbeitung der Staatsgesetze von Louisiana an.
Taylor war Mitglied der Demokratischen Partei. Bei den Kongresswahlen des Jahres 1854 wurde er im zweiten Wahlbezirk von Louisiana in das US-Repräsentantenhaus in Washington, D.C. gewählt, wo er am 4. März 1855 die Nachfolge von Theodore Gaillard Hunt antrat. Nach zwei Wiederwahlen konnte er bis zum 5. Februar 1861 im Kongress verbleiben. An diesem Tag erlosch sein Mandat aufgrund des Austritts des Staates Louisiana aus der Union. Seine gesamte Zeit im Repräsentantenhaus war von den Diskussionen und Ereignissen im Vorfeld des Bürgerkrieges bestimmt.
Nach seiner Zeit im Kongress kehrte Miles Taylor nach Louisiana zurück. Dort arbeitete er als Anwalt. Außerdem bewirtschaftete er eine Plantage. Er starb am 23. September 1873 in seinem Geburtsort Saratoga Springs im Staat New York und wurde auf seiner Plantage „Front Scattery“ in Louisiana beigesetzt. Miles Taylor war seit 1838 mit Eliza Anne Bruden (1821–1850) verheiratet. Das Paar hatte vier Kinder.